# Arbéost
Arbéost (wym. [aɾbeɔ]) – miejscowość i gmina we Francji, w regionie Oksytania, w departamencie Pireneje Wysokie.
Według danych na rok 1990 gminę zamieszkiwało 128 osób, a gęstość zaludnienia wynosiła 9 osób/km² (wśród 3020 gmin regionu Midi-Pireneje Arbéost plasuje się na 935. miejscu pod względem liczby ludności, natomiast pod względem powierzchni na miejscu 809.).